# Cairn von Barnenez

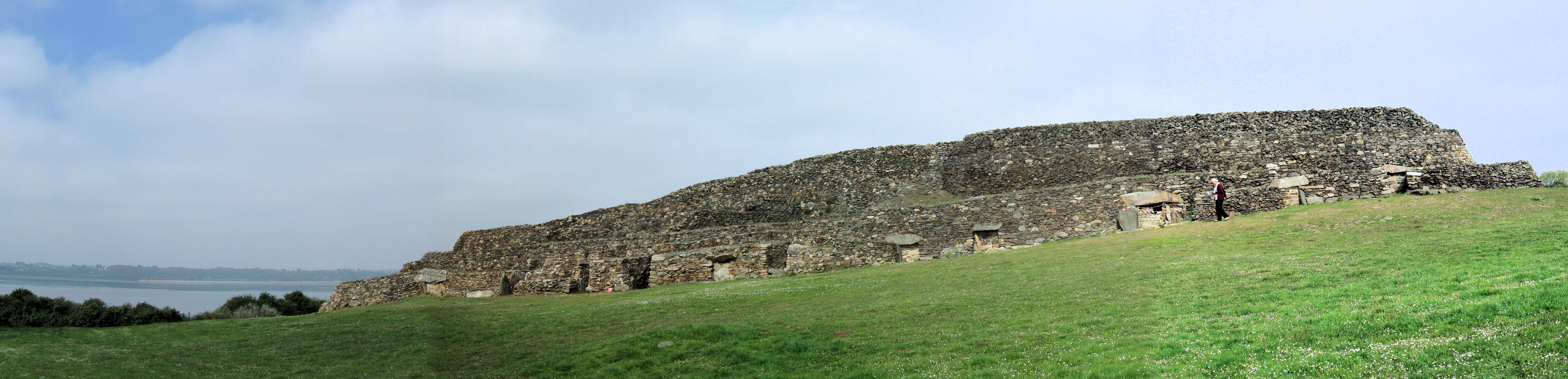
Cairn von Barnenez, aus Südost

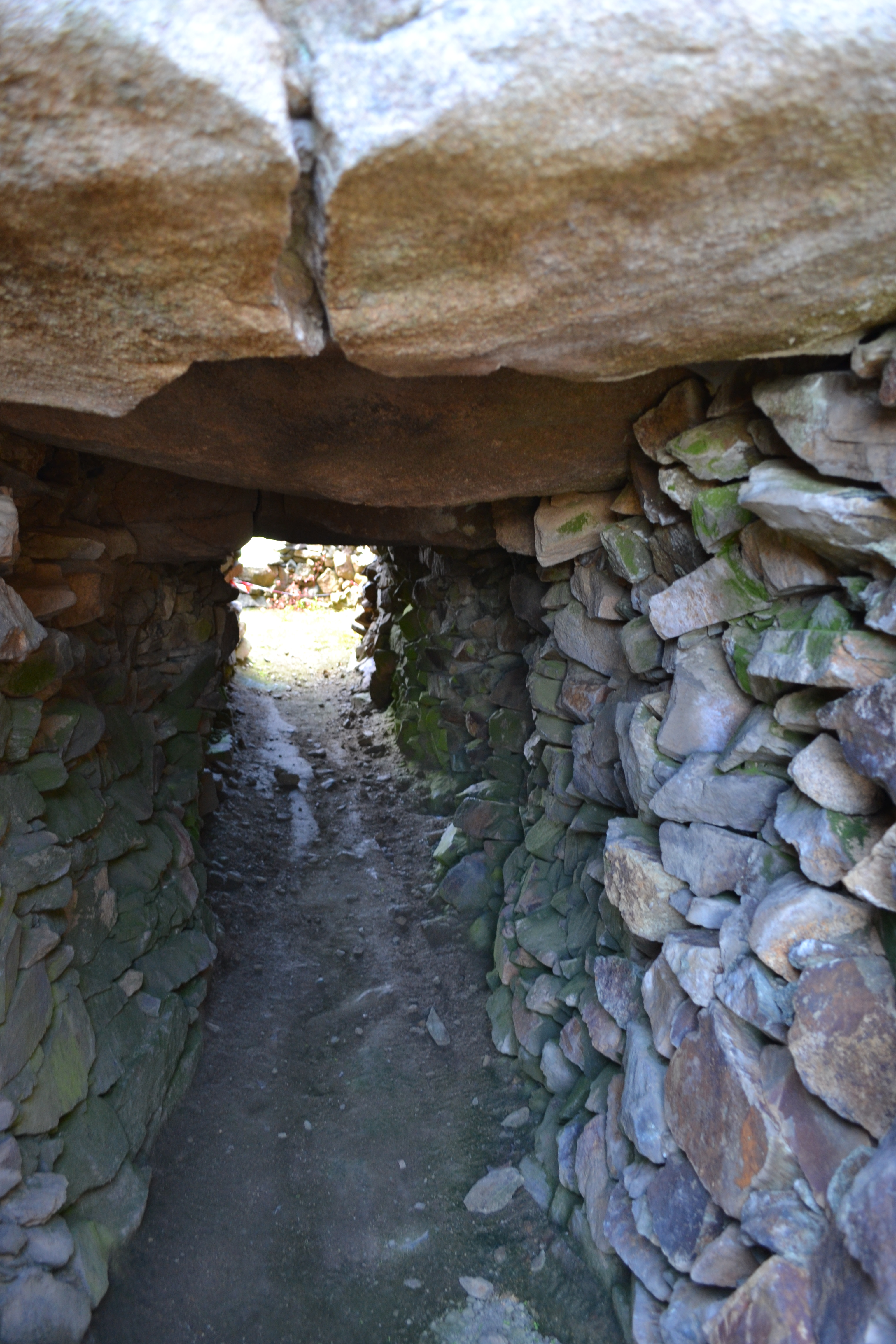
Kammer C

Die jungsteinzeitliche Megalithanlage von Barnenez liegt in der bretonischen Gemeinde Plouezoc’h, auf der Halbinsel Kernéléhen im nördlichen Département Finistère in der Bretagne in Frankreich.
Barnenez entstand etwa 4500 v. Chr. und ist damit eine der ältesten Megalithanlagen der Welt. Zur Zeit seiner Erbauung überblickte der Hügel eine fruchtbare Tiefebene, die heutige Bucht von Morlaix. Er hat gewaltige Abmessungen. Das 13.000 bis 14.000 Tonnen wiegende Bauwerk ist 72 m lang, bis zu 25 m breit und 8 m hoch.

## Statistisches
Für einen Kubikmeter der Hügelaufschüttung von Barnenez benötigten seine Erbauer 1.500 kg Stein. Vom Brechen und Spalten der Steine, über den Transport und das Aufschichten bedeutet dies vier Tage Arbeit für einen Arbeiter, bei einem angenommenen 10-Stunden-Tag. Unter Berücksichtigung der Hohlräume des ursprünglichen Hügels kommt man auf ein Volumen von 2.000 Kubikmetern. Dies bedeutet, dass hier ca. 3.000 Tonnen Dolerit und 1.000 Tonnen Granit verarbeitet wurden. Die Gesamtarbeitszeit am Hügel nahm laut Pierre-Roland Giot (1919–2002) 15.000 bis 20.000 Arbeitstage in Anspruch. Bei 200 Arbeitern hätte die Errichtung des Hügels ca. 3 Monate gedauert. Das Gesamtvolumen der verschiedenen Abschnitte des Hügels beträgt fast das Dreifache des Volumens des Hügels der ersten Phase.

Phasen von Barnez
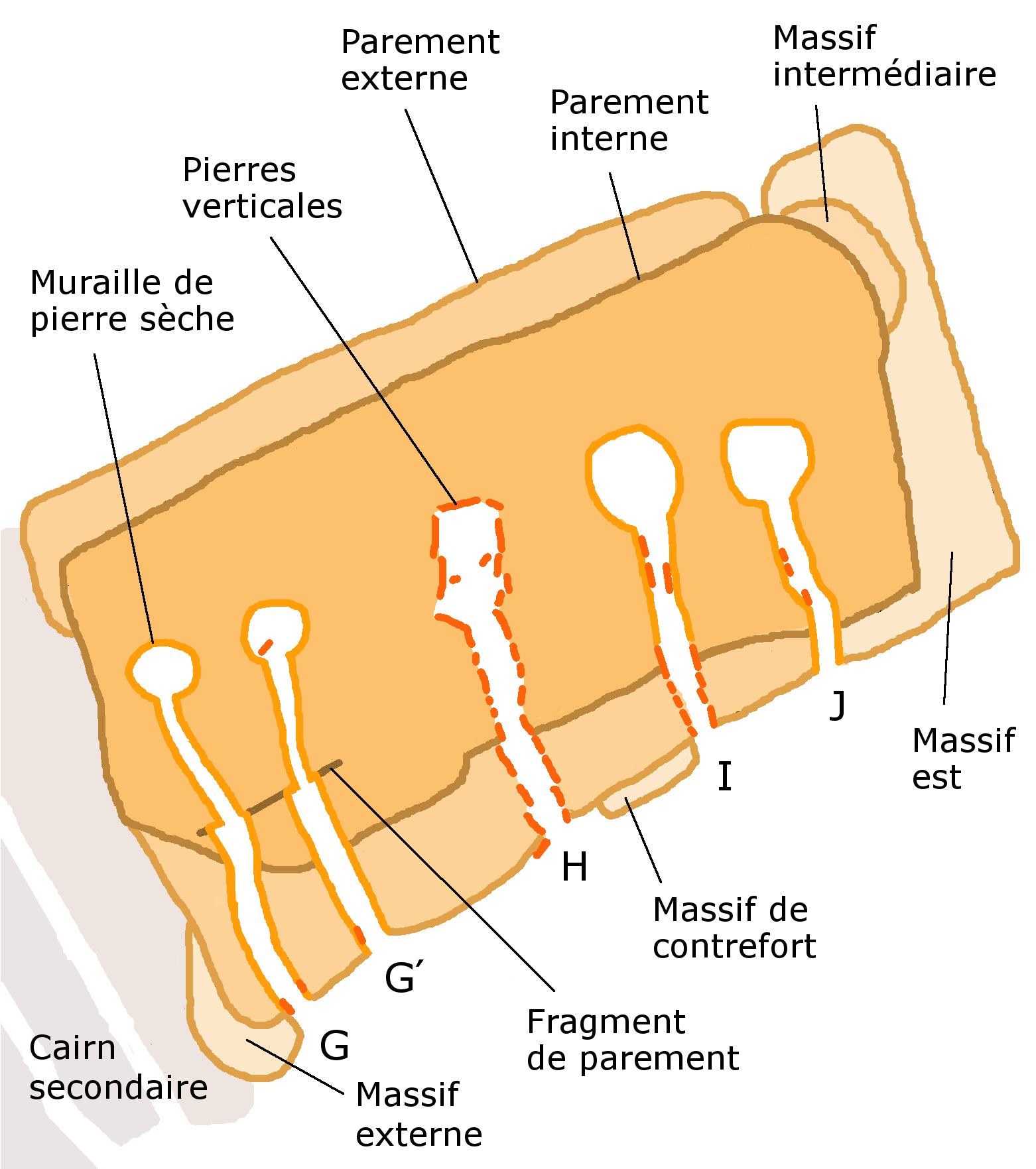
Der frühe Cairn
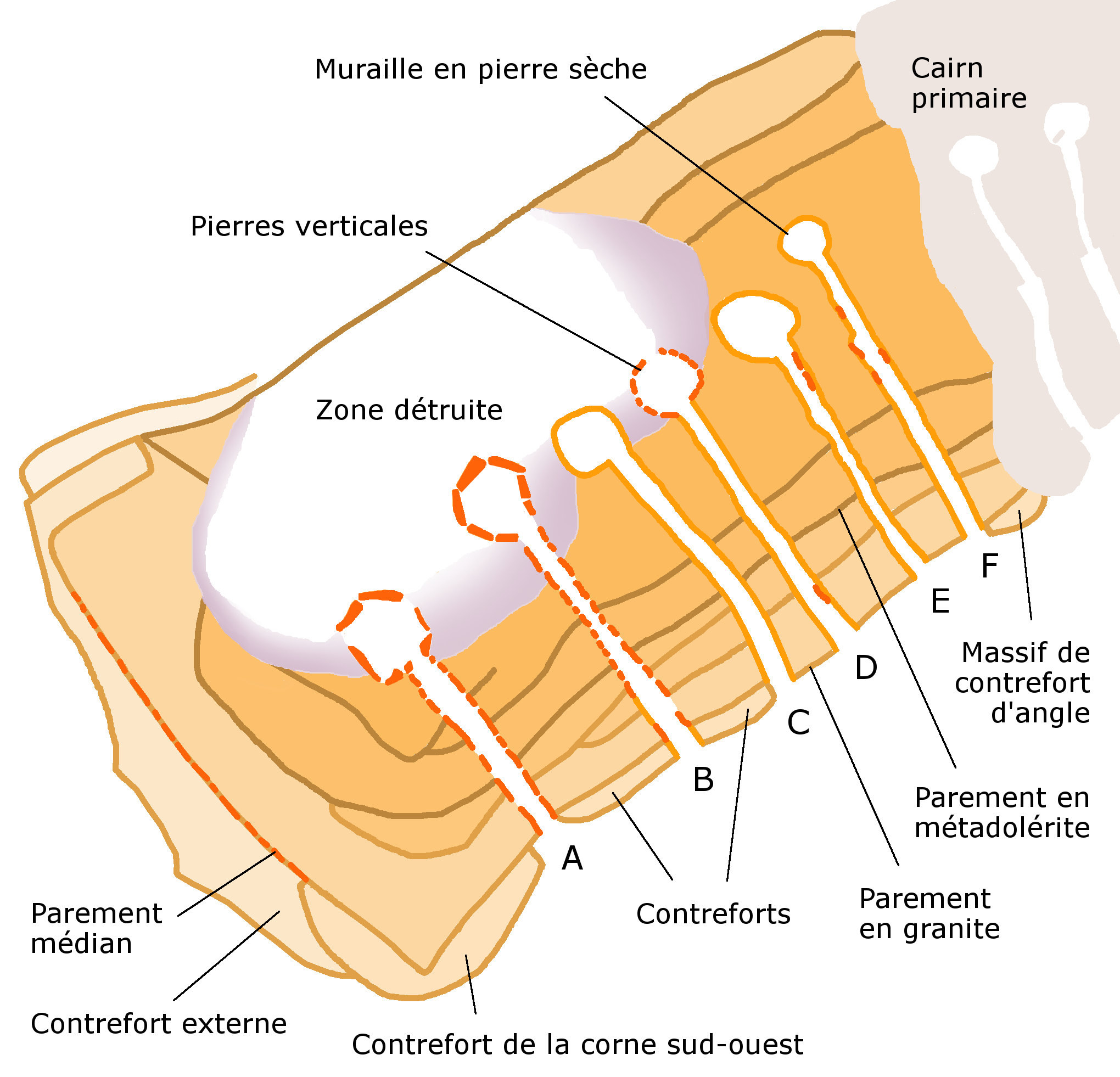
Der späte Cairn
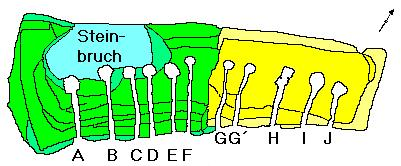
Gesamtplan von Barnenez

## Ausgrabung

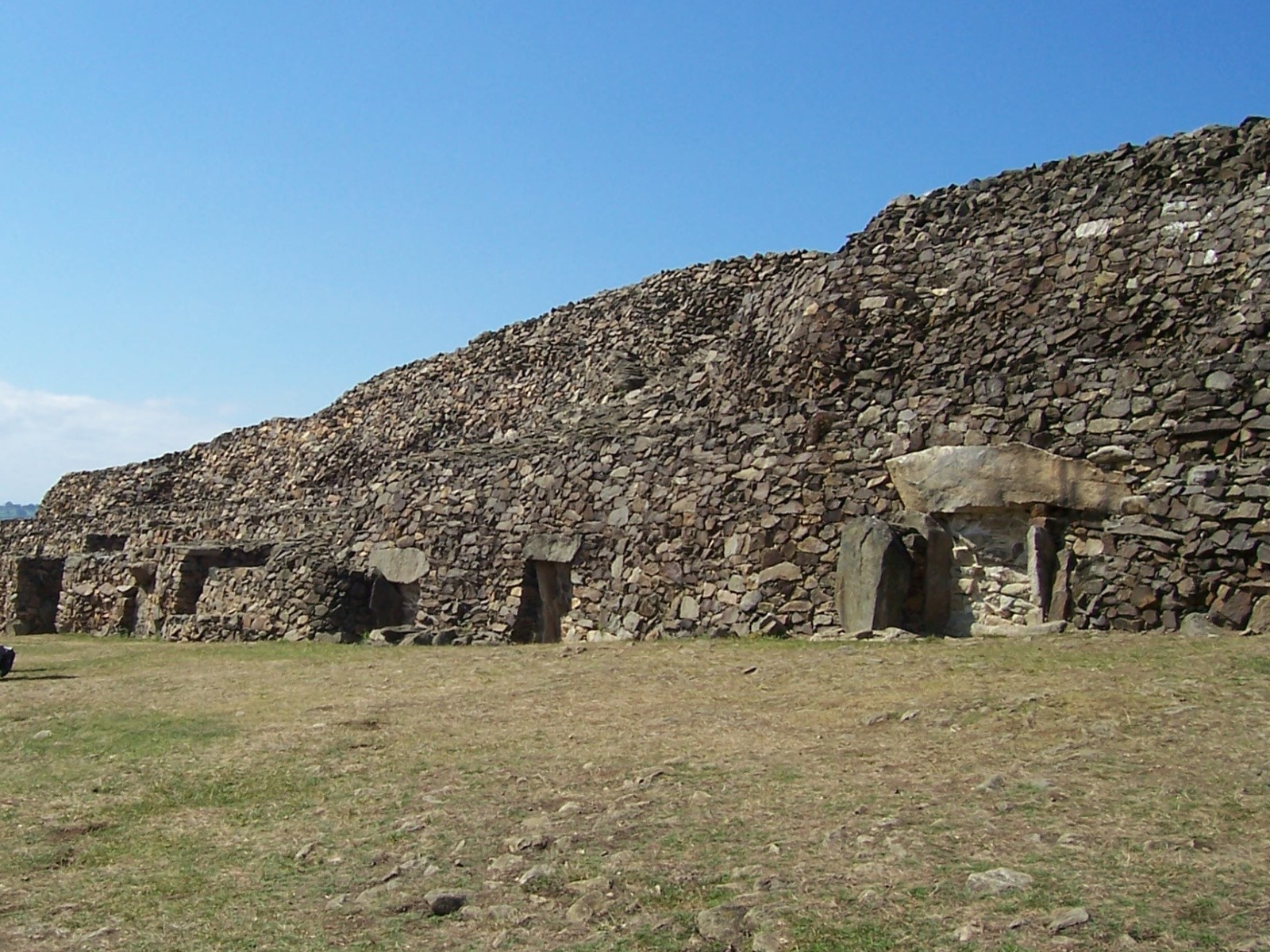
„Tumulus“ von Barnenez

Bereits im Jahre 1850 wurde die Anlage von Barnenez im Rahmen eines Kongresses der gelehrten Gesellschaft von Morlaix als Tumulus eingeordnet. Als Anfang der 1950er Jahre Steine zum Straßenbau abgetragen wurden, stieß man auf die teils mit Kraggewölben versehenen Dolmen, die die megalithische Einstufung des ansonsten aus kleinformatigem Gestein in zwei Phasen aufgeschichteten Tumulus begründen. Die Anlage wurde als Steinbruch genutzt, bis sich 1954 die Gemeinde einschaltete, um das Grab zu schützen. Zwischen 1954 und 1968 wurde es restauriert und von Pflanzenwuchs befreit. Ebenfalls erfolgten Ausgrabungen um die gesamte Anlage, deren Ergebnisse heute in der Ausstellung im Empfangsgebäude zu besichtigen sind.

## Beschreibung

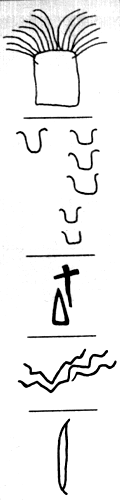
Petroglyphen von Barnenez

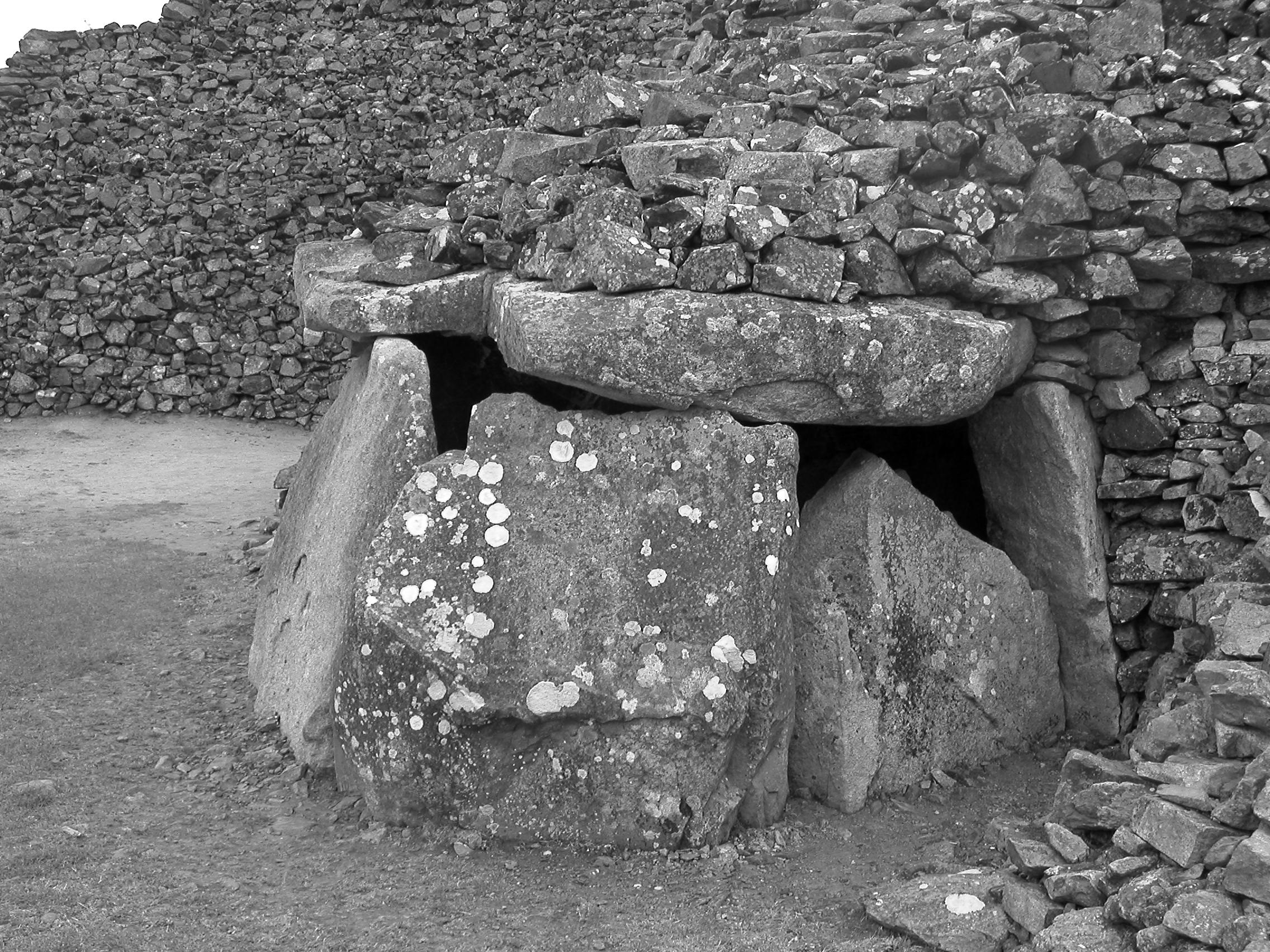
Eine der freigelegten Kammern

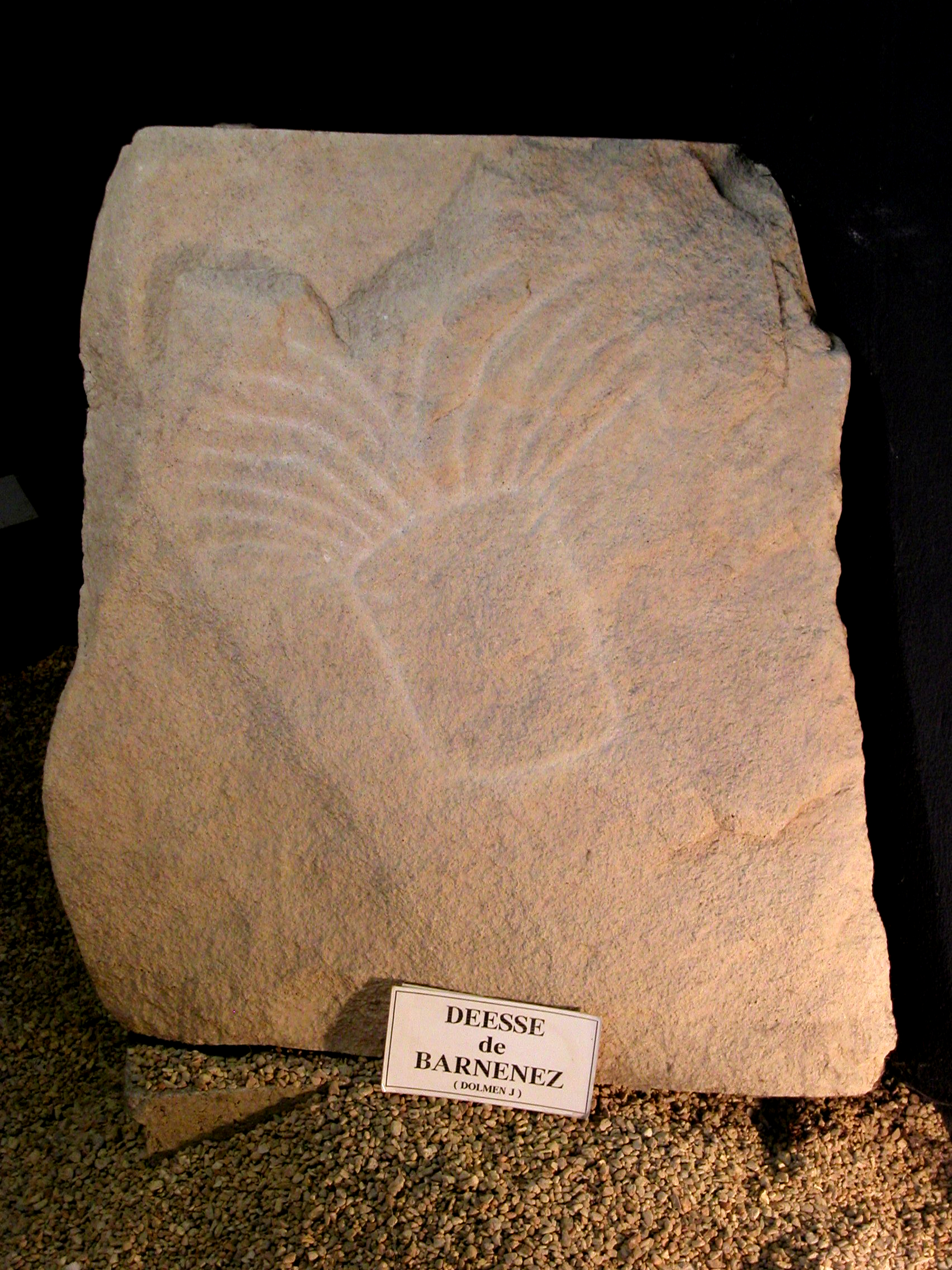
Nachbildung der Göttin aus Barnenez

Nach französischer Terminologie handelt es sich bei den elf Kammern im Grab von Barnenez um Dolmen à couloir; pierre sèche. Sie bestehen aus Stein-, Schiefer- und Granitplatten. In der ersten Bauphase wurde im Osten ein trapezoidaler Hügel (32 m × 13 m) mit zweifacher Umfassung und fünf Dolmen errichtet (Cairn 1, ca. 4.500 v. Chr.). Daran an schließt eine Hügelerweitererung mit sechs Dolmen (Cairn 2, ca. 4.200–3.900 v. Chr.). Alle elf Dolmen haben einen langen Gang und wurden parallel angeordnet, die Kammern unterscheiden sich in Form und Bauweise leicht. Die Breite des über 72 m langen und ca. 6 m hohen Hügels wird auf ursprünglich 8 bis 9 m geschätzt.
Neun schmale Gänge führen in eine Kammer aus Kraggewölbe, das auf Tragsteinen ruht und in einem Fall vom Boden ausgeht. Für die Wände wurden Trockensteinmauern oder Steinplatten benutzt. Alle Gänge wurden horizontal mit Überliegern abgedeckt. Ein Dolmen besitzt eine Vorkammer mit einer Kuppel aus Kragsteinen. In drei Dolmen sind Gravierungen vorhanden. Sie zeigen Bögen, Beile und Wellensymbole. Eine der gravierten Steinplatten stammt aus einem anderen Dolmen und wurde im Tumulus von Barnenez sekundär verwendet. Tonscherben, die auf dem Vorplatz gefunden wurden, belegen, dass das Bauwerk bis in die Bronzezeit genutzt wurde.
Nur im Hügel 2, in den Kammern A, C und D, wurden bei der Ausgrabung Funde aus der Jungsteinzeit geborgen, Keramik, geschliffene Beile aus Dolerit, Klingen aus Feuerstein und Pfeilspitzen. Ein Kupferdolch und eine geflügelte Pfeilspitze mit Widerhaken stammen aus der Kupfersteinzeit. Fünf Blöcke waren mit Gravuren verziert. Die Bilder von Barnenez ähneln denen anderer Megalithanlagen der Bretagne. Häufig wurden als abstrakte Darstellungen einer Göttin interpretierte, U- oder hornförmige Zeichen, Bögen, sowie Beile, Äxte, Axtpflüge (französisch Hache-charrue) und als Schlangen interpretierte Darstellungen angebracht.
22 ähnliche Hügel sind in Nordfrankreich und auf der Insel Jersey zu finden. In der Bretagne sind es die Larcuste, Le Bono, Petit Mont, Ty-Floc’h, Gavrinis, Île Carn bei Ploudalmézeau und Île Guennoc vor der Küste von Landéda. Im gepflasterten Tholos 3B von Guennoc steht ein kleiner Menhir seitlich des Eingangs. Der Erhaltungszustand auf den kleinen Inseln ist meist besser. In der Normandie sind es vor allem La Hogue in Fontenay-le-Marmion mit acht Kammern und die runden Zwillingskammern von Condé-sur-Ifs.